# Sericocarpus conyzoides
Sericocarpus conyzoides là một loài thực vật có hoa trong họ Cúc. Loài này được Nees miêu tả khoa học đầu tiên.